# Steve Vai

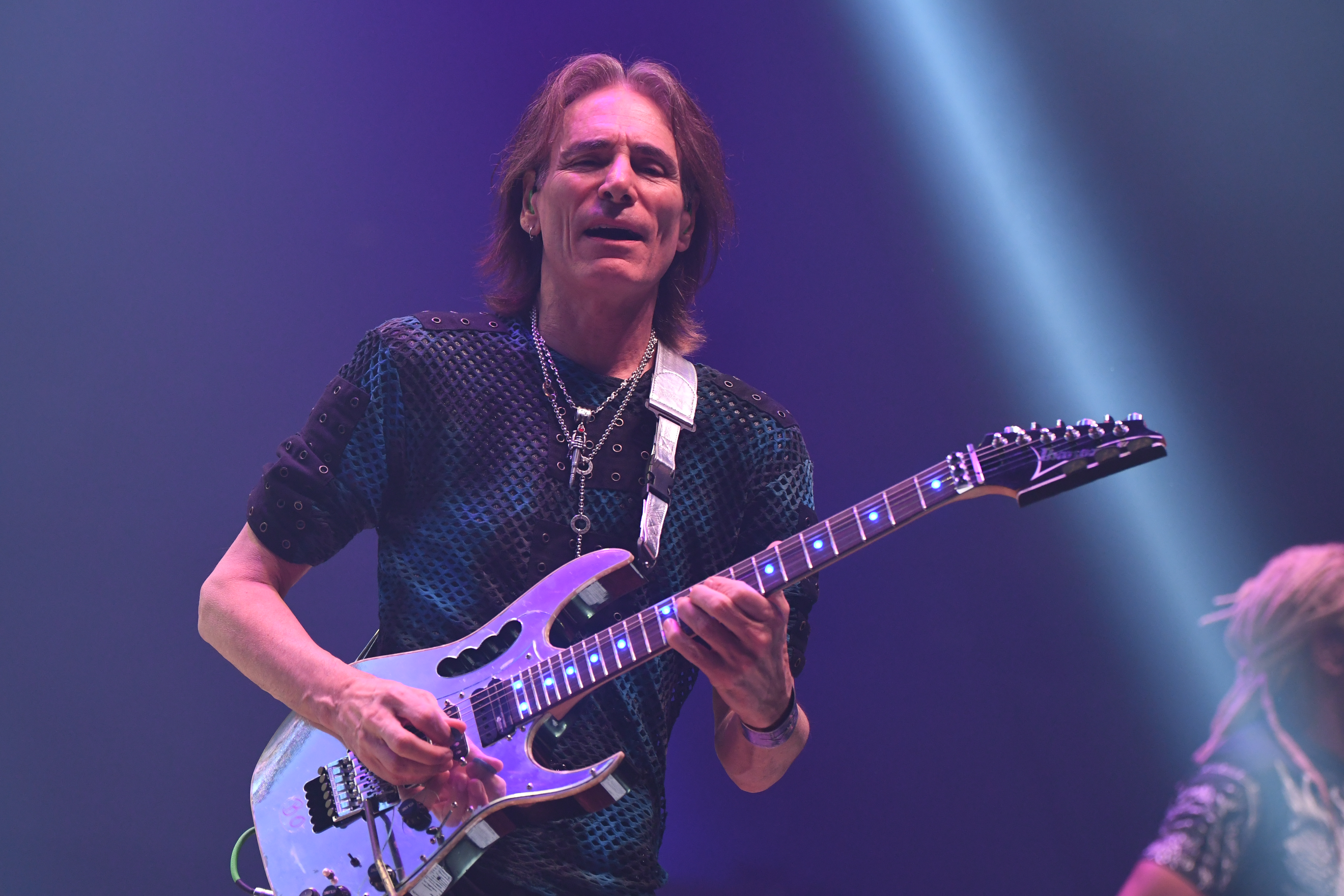
Steve Vai in 2023

Steve Siro Vai (Long Island (New York), 6 juni 1960) geldt samen met Joe Satriani als de belangrijkste gitaarvirtuoos van de jaren tachtig en vooral de jaren negentig.

## Biografie
Om het gitaarspel onder de knie te krijgen nam Steve op 14-jarige leeftijd les bij Joe Satriani. Op 18-jarige leeftijd ging hij studeren aan het gerenommeerde Berklee College of Music in Boston, Massachusetts. Daar maakte hij als student bladmuziektranscripties van Frank Zappa’s meest technische nummers. Toen Zappa deze onder ogen kreeg, was hij zo onder de indruk dat hij Vai vroeg bij de band te komen. In de jaren 1980-1982 drukte hij zijn stempel op het werk van Zappa.
In 1984 kwam zijn eerste soloalbum uit, Flexable. Hierna speelde hij kort in Alcatrazz, waar hij de plaats innam van de gitarist Yngwie Malmsteen, die uit Alcatrazz stapte vanwege een solocontract. Op uitnodiging van vriend en basvirtuoos Billy Sheehan deed Steve in 1985 auditie voor de band van David Lee Roth. Van de ene op de andere dag werd Vai bekend bij het grote publiek. Samen met onder anderen Billy Sheehan zette hij vele virtuoze muziekstukken neer. In hetzelfde jaar speelde hij ook een kleine rol als gitarist van de duivel in de film Crossroads met als tegenspeler Ralph Macchio.
In 1989 besloot Vai om verder te gaan met zijn solocarrière. Een jaar later kwam zijn meest succesvolle album uit, Passion and Warfare. Veel lof en respect vielen hem ten deel, en zijn naam was definitief gevestigd als gitaargrootheid.
Nadat Ad Vandenberg zich geblesseerd had, speelde Vai diens gitaarpartijen in op het album Slip of the Tongue van Whitesnake. Vai was ook betrokken bij het mixen van het album en deed de tournee ter promotie van het album mee. Na die tournee verliet hij de band.
Er volgden meer soloalbums, en Vai bracht daarnaast als endorser van Ibanez ook een gitaarlijn, de Jem-serie op de markt. Fabrikant Ibanez werkte daarna samen met Vai aan een 7-snarige gitaar (lage b-snaar extra), de Universe-serie, die hij voor het eerst gebruikt op het album Passion and Warfare. Het succes van deze nieuwe gitaar bleef in eerste instantie achter, totdat bands als Korn en Limp Bizkit de 7-snaar gingen gebruiken voor hun ultra-lage ritmes. De gitaar is nu niet meer weg te denken uit de muziek.
Vai heeft vele gastoptredens gedaan bij artiesten zoals Alice Cooper, Al Di Meola, Joe Jackson, Brian May en Motörhead. Met vele muziekgrootheden heeft hij samengewerkt, zoals Robert Fripp, Stu Hamm, Terry Bozzio, Billy Sheehan, Lemmy Kilmister, Greg & Matt Bissonette. Naast het uitbrengen van soloalbums toerde hij met het G3 Tour-concept.

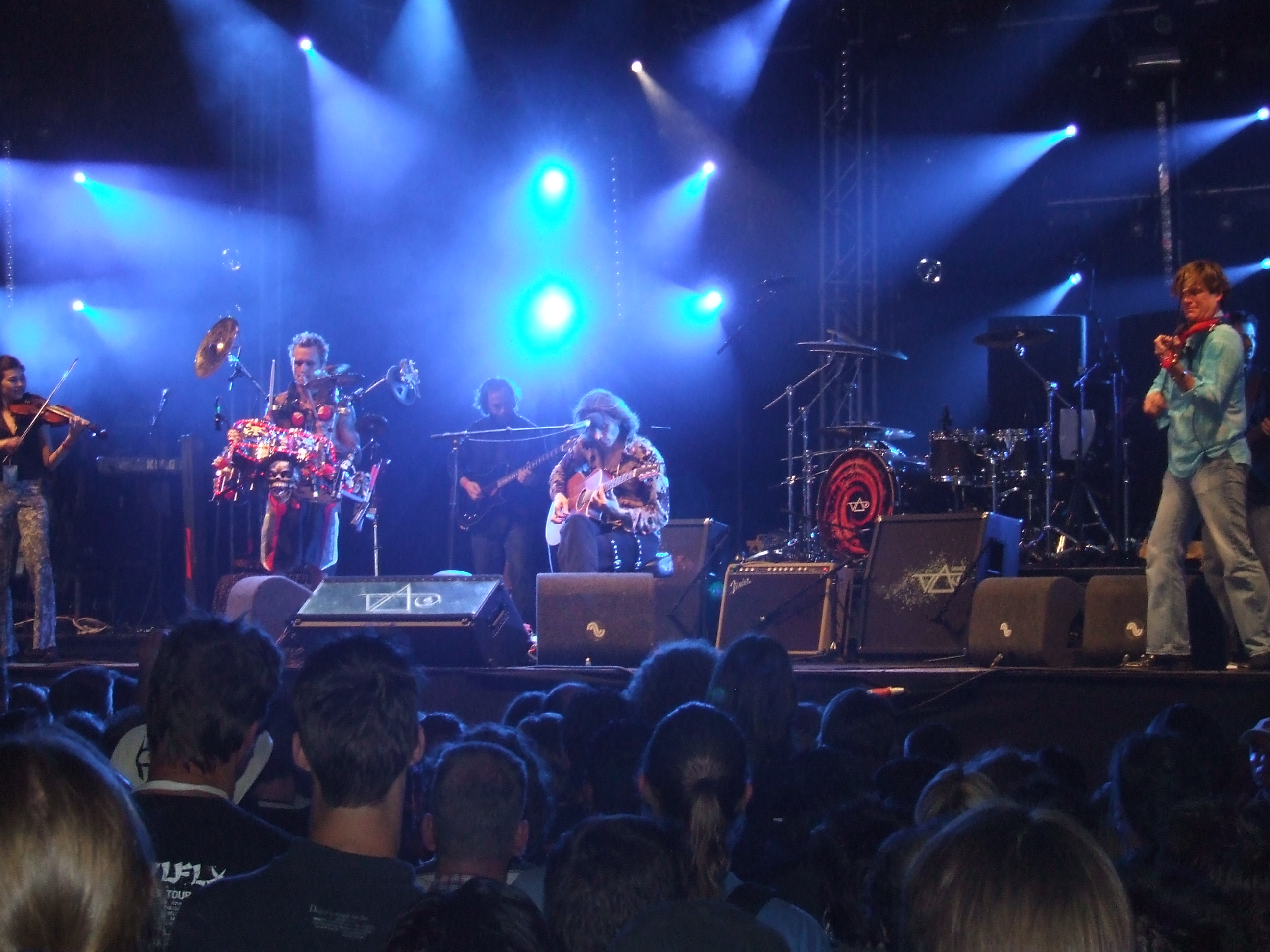
Steve Vai en band op Arrow Rock, 2007

1990 was het meest succesvolle jaar voor Steve, hij won op alle gebieden prijzen, o.a.:
beste allround gitarist, beste metalgitarist, beste instrumentale rockgitarist, beste instrumentale rockalbum (Passion and Warfare) en beste instrumentale rocknummer.
Dat Steve Vai en zijn band live bij het publiek een gevoelige snaar weten te raken, bewijst hij met zijn optreden op het Arrow Rock Festival 2007 in Biddinghuizen.
Op 9 juli 2016 kreeg Vai de Sena Performers European Guitar Award uitgereikt van juryvoorzitter Jean-Paul Heck als opvolger van onder meer Brian May (Queen) en Jan Akkerman.

## G3
G3 Tour is een project van Vai en Satriani. Samen met een wisselende gastgitarist toeren ze over de wereld en spelen een avond lang instrumentale gitaarmuziek.
Onder de verschillende gastgitaristen waren onder anderen Steve Lukather van Toto, Robert Fripp van King Crimson, Paul Gilbert, Yngwie Malmsteen, John Petrucci van Dream Theater en Eric Johnson.

## Favored Nations
Steve Vai richtte zijn eigen label Favored Nations (FN) op, waar veel bekende muzikanten en bands getekend hebben, waaronder Vernon Reid van Living Colour, Eric Johnson, Orianthi, Andy Timmons, Larry Coryell en The Yardbirds.

## Discografie

### Albums
| Album met eventuele hitnotering(en) in de Nederlandse Album Top 100 | Datum van verschijnen | Datum van binnenkomst | Hoogste positie | Aantal weken | Opmerkingen                                 |
| ------------------------------------------------------------------- | --------------------- | --------------------- | --------------- | ------------ | ------------------------------------------- |
| Flex-Able                                                           | 1984                  | -                     |                 |              |                                             |
| Passion and Warfare                                                 | 1990                  | 09-06-1990            | 36              | 9            |                                             |
| Sex & Religion                                                      | 1993                  | 07-08-1993            | 24              | 11           | als VAI                                     |
| Alien Love Secrets                                                  | 1995                  | -                     |                 |              |                                             |
| Fire Garden                                                         | 1996                  | -                     |                 |              |                                             |
| G3 (Live in concert)                                                | 1997                  | 07-06-1997            | 43              | 5            | met Joe Satriani & Eric Johnson / livealbum |
| Flex-Able Leftovers                                                 | 1998                  | -                     |                 |              |                                             |
| The Ultra Zone                                                      | 1999                  | -                     |                 |              |                                             |
| The 7th Song: Enchanting Guitar Melodies                            | 2000                  | -                     |                 |              |                                             |
| Alive in an Ultra World                                             | 2001                  | -                     |                 |              |                                             |
| Live At The Astoria London (dvd)                                    | 2003                  | -                     |                 |              |                                             |
| Real Illusions: Reflections                                         | 2005                  | 26-02-2005            | 88              | 1            |                                             |
| Sound Theories Vol. I & II                                          | 2007                  | 07-07-2007            | 97              | 1            |                                             |
| The Story of Light                                                  | 2012                  | 15-09-2012            | 75              | 1*           |                                             |

### Dvd's
| Dvd's met hitnoteringen in de Nederlandse Music Top 30 | Datum van verschijnen | Datum van binnenkomst | Hoogste positie | Aantal weken | Opmerkingen                       |
| ------------------------------------------------------ | --------------------- | --------------------- | --------------- | ------------ | --------------------------------- |
| G3 - Live in Tokyo                                     | 2005                  | 19-11-2005            | 21              | 2            | als Vai / met Satriani & Petrucci |
| Where the wild things are                              | 2009                  | 03-10-2009            | 13              | 8            |                                   |
| Stillness in motion - Vai live in L.A.                 | 2015                  | 11-04-2015            | 5               | 9            |                                   |

## Bands
- The Ohio Expres (1971-1972)
- Circus
- Rayge
- Bold as Love (1977)
- Axis (1978-1997)
- Morning Thunder (1997)
- Frank Zappa (1980-1982)
- The Out Band
- The Classfied (1984)
- 777 (1984)
- Alcatrazz (1985)
- David Lee Roth (1985-1989)
- Whitesnake (1989-1990)
- Vai (1992-1994)
- Steve Vai (1995-heden)

## Opgenomen nummers in samenwerking
- P.I.L. (John Lydon alias Johnny Rotten) - 'Album' (cd)
- Alice Cooper - 'Feed my Frankenstein'  (ook met Joe Satriani)
- Randy Coven - 'Funk Me Tender'
- Al Di Meola - 'Infinite Desire'
- Joe Jackson - 'Symphony 1'
- Billy Sheehan - 'Compression'
- Metropole Orkest - 'The Aching Hunger'
- Motörhead - 'Terminal Show' & 'Down On Me' (van het album Inferno)
- Meat Loaf - 'The Monster is Loose' (van het album bat out of hell III)
- Meat Loaf - 'Song of Madness' (van het album Hang Cool Teddy Bear)
- Meat Loaf - 'Love Is Not Real / Next Time You Stab Me in the Back' (van het album Hang Cool Teddy Bear)
- 2Cellos - 'Highway to Hell'
- Jacob Collier - 'Do You Feel Love' (van het album Djesse Vol. 2)

## Soundtracks
- Various Artists - "Halo 2 Original Soundtrack" (2004)
- Various Artists - "The Sounds of NASCAR" (2005)
- Original Motion Picture Soundtrack - "Ghosts of Mars" (2001)
- Original Motion Picture Soundtrack - "PCU" (1994)
- Original Motion Picture Soundtrack - "Encino Man" (1992)
- Original Motion Picture Soundtrack - "Wayne's World" (1992)
- Original Motion Picture Soundtrack - "Bill & Ted's Bogus Journey" (1991)
- Original Motion Picture Soundtrack - "Dudes" (1987)
- "Crossroads" dvd (live-dvd van het door Eric Clapton georganiseerde Crossroads-festival (2004), niet de film uit 1984 waar Vai de gitarist van de duivel speelt)
- Various Artists - "Halo 2 Anniversary Original Soundtrack" (2014)